# Youth (film, 1915)
Pour plus de détails, voir Fiche technique et Distribution.

Youth est un film muet américain réalisé par Harry Handworth et sorti en 1915.
Il est aujourd'hui dans le domaine public.

## Fiche technique
- Titre original : Youth
- Réalisation : Harry Handworth
- Scénario : Lanier Bartlett
- Société de production : Vitagraph Company of America
- Pays d'origine :  États-Unis
- Langue originale : anglais
- Format : Noir et blanc — 35 mm — 1,37:1 — Film muet
- Genre : drame
- Durée : 3 bobines
- Date de sortie :
  - États-Unis : 9 octobre 1915
- Licence : Domaine public

## Distribution
- Antonio Moreno : le sculpteur
- Valda Valkyrien
- Donald Hall
- Frankie Mann